# Мадисон, Яак
Яак Мадисон (эст. Jaak Madison; род. 22 апреля 1991, Пайде, Эстония) — эстонский политический деятель. Депутат Европейского парламента с 2019 года. В прошлом — депутат Рийгикогу XIII и XIV созывов (2015—2019).

## Биография
Учился в Албуской основной школе, затем продолжил обучение в Гимназии Ноароотси. После 10 класса продолжил обучение по обмену в Финляндии, в народном университете Ханко, где изучал финский и шведский языки, историю Северных стран и киноиндустрию. С 2011 года изучал маркетинг в Таллиннской экономической школе. Мaдисон окончил юридический факультет Тартуского университета в 2023 году со степенью бакалавра права.
По результатам парламентских выборов 2015 года избран депутатом Рийгикогу XIII созыва по округу № 8 (Ярвамаа и Вильяндимаа). Стал самым молодым депутатом Рийгикогу XIII созыва. После избрания стал известен своими более ранними оправдательными высказываниями о нацизме и делом о присвоении телефона, по которому Мадисону был назначен административный штраф в размере 100 евро. После этого случая велось обсуждение об исключении политика из партии, однако, было решено его оставить и назначить ментора — старейшего члена фракции Арно Сильда. В апреле 2015 года выбран заместителем председателя Комиссии по делам ЕС.
По результатам парламентских выборов 2019 года избран депутатом Рийгикогу XIV созыва.
По результатам выборов 2019 года избран депутатом Европейского парламента. После избрания отказался от мандата депутата Рийгикогу XIV созыва
По результатам парламентских выборов 2023 года избран депутатом Рийгикогу XV созыва, но отказался от мандата, чтобы остаться депутатом Европейского парламента. Его место занял Калле Грюнталь.
На очередных выборах в Европарламент в 2024 году в Эстонии набрал 32 868 голосов и получил мандат на депутатство. 11 июня 2024 года вышел из Консервативной народной партии Эстонии, в которой был с 19 июня 2013 года.